# Major League Soccer 2010
La temporada 2010 de la Major League Soccer (MLS) fue la 15.ª edición realizada de la primera división del fútbol en los Estados Unidos y Canadá. Empezó el 25 de marzo y terminó el 21 de noviembre.
Los Colorado Rapids se coronaron campeones por primera vez después de ganar en la final al FC Dallas por 2-1.

## Cambios
- Por primera vez en la historia de la liga, la temporada va a tener un calendario equilibrado donde cada equipo jugará cualquier otro equipo en la liga una vez en casa y una vez como visitante para un total de 30 partidos.
- Philadelphia Union se unió a la liga y jugó en la Conferencia del Este.[1]
- En junio el Philadelphia Union comenzó a jugar en su nuevo estadio PPL Park.
- New York Red Bulls jugó en su nuevo estadio el Red Bull Arena.
- Un campo de césped natural sustituirá el césped artificial en el BMO Field de Toronto FC.

## Información de los equipos
| Equipo                 | Ciudad           | Entrenador          | Estadio                    | Aforo  |
| ---------------------- | ---------------- | ------------------- | -------------------------- | ------ |
| Chicago Fire           | Bridgeview       | Carlos de los Cobos | Toyota Park                | 20.000 |
| Chivas USA             | Carson           | Martin Vasquez      | The Home Depot Center      | 27.000 |
| Colorado Rapids        | Commerce City    | Gary Smith          | Dick's Sporting Goods Park | 19.680 |
| Columbus Crew          | Columbus         | Robert Warzycha     | Columbus Crew Stadium      | 20.455 |
| D.C. United            | Washington D. C. | Ben Olsen           | RFK Memorial Stadium       | 45.596 |
| FC Dallas              | Frisco           | Schellas Hyndman    | Pizza Hut Park             | 21.193 |
| Kansas City Wizards    | Kansas City      | Peter Vermes        | CommunityAmerica Ballpark  | 10.385 |
| Houston Dynamo         | Houston          | Dominic Kinnear     | Robertson Stadium          | 32.000 |
| Los Angeles Galaxy     | Carson           | Bruce Arena         | The Home Depot Center      | 27.000 |
| New England Revolution | Foxborough       | Steve Nicol         | Gillette Stadium           | 68.756 |
| New York Red Bulls     | Harrison         | Hans Backe          | Red Bull Arena             | 25.000 |
| Philadelphia Union     | Chester          | Piotr Nowak         | PPL Park                   | 18.500 |
| Real Salt Lake         | Sandy            | Jason Kreis         | Rio Tinto Stadium          | 20.008 |
| San Jose Earthquakes   | Santa Clara      | Frank Yallop        | Buck Shaw Stadium          | 10.300 |
| Seattle Sounders FC    | Seattle          | Sigi Schmid         | Qwest Field                | 35.700 |
| Toronto FC             | Toronto          | Nick Dasovic        | BMO Field                  | 23.000 |

### Equipos porestadoyprovincia
Estados Unidos
| Estado           | N.º | Equipos                                               |
| ---------------- | --- | ----------------------------------------------------- |
| California       | 3   | Chivas USA, Los Angeles Galaxy y San Jose Earthquakes |
| Texas            | 2   | FC Dallas y Houston Dynamo                            |
| Colorado         | 1   | Colorado Rapids                                       |
| Illinois         | 1   | Chicago Fire                                          |
| Kansas           | 1   | Kansas City Wizards                                   |
| Massachusetts    | 1   | New England Revolution                                |
| Nueva Jersey     | 1   | New York Red Bulls                                    |
| Ohio             | 1   | Columbus Crew                                         |
| Pensilvania      | 1   | Philadelphia Union                                    |
| Utah             | 1   | Real Salt Lake                                        |
| Washington       | 1   | Seattle Sounders FC                                   |
| Washington D. C. | 1   | D.C. United                                           |

Canadá
| Provincia | N.º | Equipos    |
| --------- | --- | ---------- |
| Ontario   | 1   | Toronto FC |

### Cambio de entrenadores
| Equipo             | Entrenador saliente   | Entrenador actual     |
| ------------------ | --------------------- | --------------------- |
| Philadelphia Union | Equipo de expansión   | Piotr Nowak           |
| New York Red Bulls | Richie Williams       | Hans Backe            |
| Toronto FC         | Chris Cummins         | Predrag Radosavljević |
| D.C. United        | Tom Soehn             | Curt Onalfo           |
| Chivas USA         | Predrag Radosavljević | Martin Vasquez        |
| Chicago Fire       | Denis Hamlett         | Carlos de los Cobos   |
| D.C. United        | Curt Onalfo           | Ben Olsen             |
| Toronto FC         | Predrag Radosavljević | Nick Dasovic          |

## Posiciones
- Actualizado el 24 de octubre de 2010.

### Conferencia Este
| Pos. | Equipos                | PJ | G  | E | P  | GF | GC | Dif. | Pts. |
| ---- | ---------------------- | -- | -- | - | -- | -- | -- | ---- | ---- |
| 1    | New York Red Bulls     | 30 | 15 | 6 | 9  | 38 | 29 | +9   | 51   |
| 2    | Columbus Crew          | 30 | 14 | 8 | 8  | 40 | 34 | +6   | 50   |
| 3    | Kansas City Wizards    | 30 | 11 | 6 | 13 | 36 | 35 | +1   | 39   |
| 4    | Chicago Fire           | 30 | 9  | 9 | 12 | 37 | 38 | -1   | 36   |
| 5    | Toronto FC             | 30 | 9  | 8 | 13 | 33 | 41 | -8   | 35   |
| 6    | New England Revolution | 30 | 9  | 5 | 16 | 32 | 50 | -18  | 32   |
| 7    | Philadelphia Union     | 30 | 8  | 7 | 15 | 35 | 49 | -14  | 31   |
| 8    | D.C. United            | 30 | 6  | 4 | 20 | 21 | 47 | -26  | 22   |

     Clasifica a los playoffs 2010.

### Conferencia Oeste
| Pos. | Equipos              | PJ | G  | E  | P  | GF | GC | Dif. | Pts. |
| ---- | -------------------- | -- | -- | -- | -- | -- | -- | ---- | ---- |
| 1    | Los Angeles Galaxy   | 30 | 18 | 5  | 7  | 44 | 26 | +18  | 59   |
| 2    | Real Salt Lake       | 30 | 15 | 11 | 4  | 45 | 20 | +25  | 56   |
| 3    | FC Dallas            | 30 | 12 | 14 | 4  | 42 | 28 | +14  | 50   |
| 4    | Seattle Sounders FC  | 30 | 14 | 7  | 9  | 39 | 35 | +4   | 48   |
| 5    | Colorado Rapids      | 30 | 12 | 10 | 8  | 44 | 32 | +12  | 46   |
| 6    | San Jose Earthquakes | 30 | 13 | 7  | 10 | 34 | 33 | +1   | 46   |
| 7    | Houston Dynamo       | 30 | 9  | 6  | 15 | 40 | 49 | -9   | 33   |
| 8    | Chivas USA           | 30 | 8  | 4  | 18 | 31 | 45 | -14  | 28   |

     Clasifica a los payoffs 2010.

### Tabla General
| Pos. | Equipos                | PJ | G  | E  | P  | GF | GC | Dif. | Pts. |
| ---- | ---------------------- | -- | -- | -- | -- | -- | -- | ---- | ---- |
| 1    | Los Angeles Galaxy     | 30 | 18 | 5  | 7  | 44 | 26 | +18  | 59   |
| 2    | Real Salt Lake         | 30 | 15 | 11 | 4  | 45 | 20 | +25  | 56   |
| 3    | New York Red Bulls     | 30 | 15 | 6  | 9  | 38 | 29 | +9   | 51   |
| 4    | FC Dallas              | 30 | 12 | 14 | 4  | 42 | 28 | +14  | 50   |
| 5    | Columbus Crew          | 30 | 14 | 8  | 8  | 40 | 34 | +6   | 50   |
| 6    | Seattle Sounders FC    | 30 | 14 | 7  | 9  | 39 | 35 | +4   | 48   |
| 7    | Colorado Rapids        | 30 | 12 | 10 | 8  | 44 | 32 | +12  | 46   |
| 8    | San Jose Earthquakes   | 30 | 13 | 7  | 10 | 34 | 33 | +1   | 46   |
| 9    | Kansas City Wizards    | 30 | 11 | 6  | 13 | 36 | 35 | +1   | 39   |
| 10   | Chicago Fire           | 30 | 9  | 9  | 12 | 37 | 38 | -1   | 36   |
| 11   | Toronto FC             | 30 | 9  | 8  | 13 | 33 | 41 | -8   | 35   |
| 12   | Houston Dynamo         | 30 | 9  | 6  | 15 | 40 | 49 | -9   | 33   |
| 13   | New England Revolution | 30 | 9  | 5  | 16 | 32 | 50 | -18  | 32   |
| 14   | Philadelphia Union     | 30 | 8  | 7  | 15 | 35 | 49 | -14  | 31   |
| 15   | Chivas USA             | 30 | 8  | 4  | 18 | 31 | 45 | -14  | 28   |
| 16   | D.C. United            | 30 | 6  | 4  | 20 | 21 | 47 | -26  | 22   |

     MLS Supporters' Shield 2010, Concacaf Liga Campeones 2011-12, Lamar Hunt U.S. Open Cup 2011 , Play-offs MLS Cup 2010

     Lamar Hunt U.S. Open Cup 2011 , Play-offs MLS Cup 2010

     Play-offs MLS Cup 2010

## Postemporada
|  | Semifinales de conferencia | Semifinales de conferencia | Semifinales de conferencia |                 |                      | Finales de conferencia | Finales de conferencia | Finales de conferencia |    |                 | MLS Cup | MLS Cup | MLS Cup |  |
|  |                            |                            |                            |                 |                      |                        |                        |                        |    |                 |         |         |         |  |
|  |                            |                            |                            |                 |                      |                        |                        |                        |    |                 |         |         |         |  |
|  | E1                         | New York Red Bulls         |                            |                 |                      |                        |                        |                        |    |                 |         |         |         |  |
|  | E1                         | New York Red Bulls         |                            |                 |                      |                        |                        |                        |    |                 |         |         |         |  |
|  | E4                         | San Jose Earthquakes       |                            |                 |                      |                        |                        |                        |    |                 |         |         |         |  |
|  | E4                         | San Jose Earthquakes       |                            | E4              | San Jose Earthquakes | 0                      |                        |                        |    |                 |         |         |         |  |
|  | Conferencia Este           |                            |                            | E4              | San Jose Earthquakes | 0                      |                        |                        |    |                 |         |         |         |  |
|  |                            |                            | E3                         | Colorado Rapids | 1                    |                        |                        |                        |    |                 |         |         |         |  |
|  | E2                         | Columbus Crew              | E3                         | Colorado Rapids | 1                    |                        |                        |                        |    |                 |         |         |         |  |
|  | E2                         | Columbus Crew              |                            |                 |                      |                        |                        |                        |    |                 |         |         |         |  |
|  | E3                         | Colorado Rapids            |                            |                 |                      |                        |                        |                        |    |                 |         |         |         |  |
|  | E3                         | Colorado Rapids            |                            |                 |                      |                        |                        |                        | E3 | Colorado Rapids | 2       |         |         |  |
|  |                            |                            |                            |                 |                      |                        |                        |                        | E3 | Colorado Rapids | 2       |         |         |  |
|  |                            |                            | O3                         | FC Dallas       | 1                    |                        |                        |                        |    |                 |         |         |         |  |
|  | O1                         | Los Angeles Galaxy         | O3                         | FC Dallas       | 1                    |                        |                        |                        |    |                 |         |         |         |  |
|  | O1                         | Los Angeles Galaxy         |                            |                 |                      |                        |                        |                        |    |                 |         |         |         |  |
|  | O4                         | Seattle Sounders FC        |                            |                 |                      |                        |                        |                        |    |                 |         |         |         |  |
|  | O4                         | Seattle Sounders FC        |                            | O1              | Los Angeles Galaxy   | 0                      |                        |                        |    |                 |         |         |         |  |
|  | Conferencia Oeste          |                            |                            | O1              | Los Angeles Galaxy   | 0                      |                        |                        |    |                 |         |         |         |  |
|  |                            |                            | O3                         | FC Dallas       | 3                    |                        |                        |                        |    |                 |         |         |         |  |
|  | O2                         | Real Salt Lake             | O3                         | FC Dallas       | 3                    |                        |                        |                        |    |                 |         |         |         |  |
|  | O2                         | Real Salt Lake             |                            |                 |                      |                        |                        |                        |    |                 |         |         |         |  |
|  | O3                         | FC Dallas                  |                            |                 |                      |                        |                        |                        |    |                 |         |         |         |  |
|  | O3                         | FC Dallas                  |                            |                 |                      |                        |                        |                        |    |                 |         |         |         |  |
|  |                            |                            |                            |                 |                      |                        |                        |                        |    |                 |         |         |         |  |

|                                    |
| Bandera de Colorado                |
| Campeón Colorado Rapids 1.° título |

## Estadísticas

### Goleadores

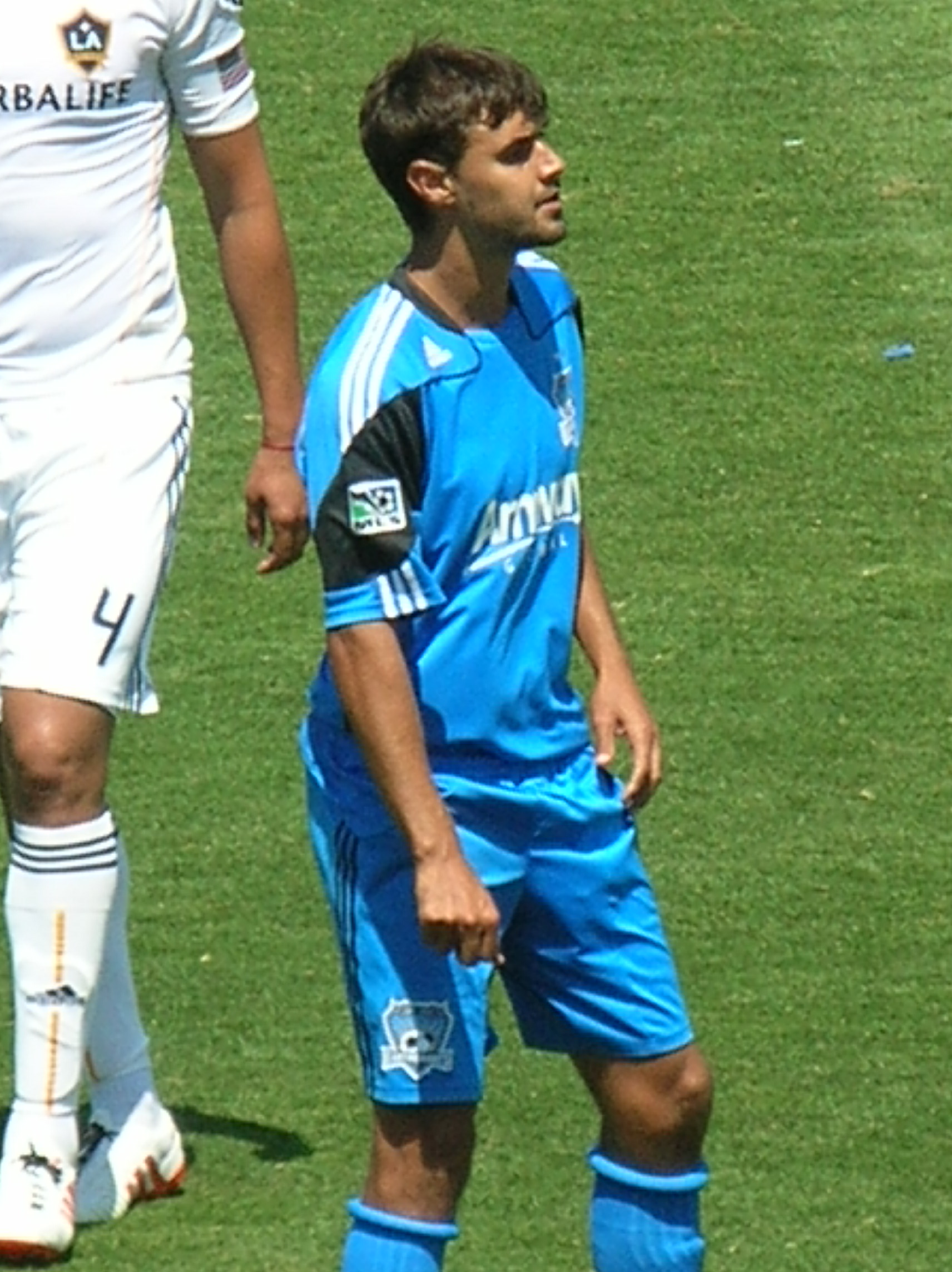
Chris Wondolowski, fue el máximo anotador con 18 goles y ganador de la Bota de Oro.

| Jugador           | Equipo               | Goles |
| ----------------- | -------------------- | ----- |
| Chris Wondolowski | San Jose Earthquakes | 18    |
| Edson Buddle      | Los Angeles Galaxy   | 17    |
| Dwayne De Rosario | Toronto FC           | 15    |
| Omar Cummings     | Colorado Rapids      | 14    |
| Sébastien Le Toux | Philadelphia Union   | 14    |
| Juan Pablo Ángel  | New York Red Bulls   | 13    |
| Conor Casey       | Colorado Rapids      | 13    |
| Álvaro Saborío    | Real Salt Lake       | 12    |
| Jeff Cunningham   | Seattle Sounders FC  | 11    |
| Kei Kamara        | Kansas City Wizards  | 10    |
| Freddy Montero    | Seattle Sounders FC  | 10    |
| Steve Zakuani     | Seattle Sounders FC  | 10    |

### Asistencias
| Jugador                    | Equipo               | Asistencias |
| -------------------------- | -------------------- | ----------- |
| Landon Donovan             | Los Angeles Galaxy   | 16          |
| David Ferreira             | FC Dallas            | 13          |
| Brad Davis                 | Houston Dynamo       | 12          |
| Sébastien Le Toux          | Philadelphia Union   | 11          |
| Bobby Convey               | San Jose Earthquakes | 10          |
| Fredrik Ljungberg          | Chicago Fire         | 10          |
| Freddy Montero             | Seattle Sounders FC  | 10          |
| Patrick Nyarko             | Chicago Fire         | 10          |
| Javier Morales             | Real Salt Lake       | 9           |
| Guillermo Barros Schelotto | Columbus Crew        | 8           |

## Premios y reconocimientos

### Jugador de la semana
| Semana    | Futbolista        | Equipo                 |
| --------- | ----------------- | ---------------------- |
| Semana 1  | Javier Morales    | Real Salt Lake         |
| Semana 2  | Kenny Mansally    | New England Revolution |
| Semana 3  | Sébastien Le Toux | Philadelphia Union     |
| Semana 4  | Edson Buddle      | Los Angeles Galaxy     |
| Semana 5  | Dwayne De Rosario | Toronto FC             |
| Semana 6  | Edson Buddle      | Los Angeles Galaxy     |
| Semana 7  | Dwayne De Rosario | Toronto FC             |
| Semana 8  | Landon Donovan    | Los Angeles Galaxy     |
| Semana 9  | Emilio Rentería   | Columbus Crew          |
| Semana 10 | Dwayne De Rosario | Toronto FC             |
| Semana 11 | Brek Shea         | FC Dallas              |
| Semana 12 | Chris Pontius     | D.C. United            |
| Semana 13 | Juan Pablo Ángel  | New York Red Bulls     |
| Semana 14 | Álvaro Saborío    | Real Salt Lake         |
| Semana 15 | Justin Braun      | Chivas USA             |
| Semana 16 | Sébastien Le Toux | Philadelphia Union     |
| Semana 17 | Steve Zakuani     | Seattle Sounders FC    |
| Semana 18 | Juan Pablo Ángel  | New York Red Bulls     |
| Semana 19 | Jeff Cunningham   | FC Dallas              |
| Semana 20 | Javier Morales    | Real Salt Lake         |
| Semana 21 | Brian Ching       | Houston Dynamo         |
| Semana 22 | Freddy Montero    | Seattle Sounders FC    |
| Semana 23 | Omar Cummings     | Colorado Rapids        |
| Semana 24 | Alan Gordon       | Chivas USA             |
| Semana 25 | Blaise Nkufo      | Seattle Sounders FC    |
| Semana 26 | Chris Wondolowski | San Jose Earthquakes   |
| Semana 27 | Bouna Coundoul    | New York Red Bulls     |
| Semana 28 | Chris Wondolowski | San Jose Earthquakes   |
| Semana 29 | Steve Zakuani     | Seattle Sounders FC    |
| Semana 30 | Chris Wondolowski | San Jose Earthquakes   |

### Jugador del mes
| Mes        | Futbolista        | Equipo               |
| ---------- | ----------------- | -------------------- |
| Abril      | Edson Buddle      | Los Angeles Galaxy   |
| Mayo       | Álvaro Saborío    | Real Salt Lake       |
| Junio      | Nick Rimando      | Real Salt Lake       |
| Julio      | Freddy Montero    | Seattle Sounders FC  |
| Agosto     | Kevin Hartman     | FC Dallas            |
| Septiembre | Omar Cummings     | Colorado Rapids      |
| Octubre    | Chris Wondolowski | San Jose Earthquakes |

### Gol de la semana
| Semana    | Futbolista        | Equipo                 |
| --------- | ----------------- | ---------------------- |
| Semana 1  | Javier Morales    | Real Salt Lake         |
| Semana 2  | Kenny Mansally    | New England Revolution |
| Semana 3  | Marco Pappa       | Chicago Fire           |
| Semana 4  | Lovel Palmer      | Houston Dynamo         |
| Semana 5  | Freddy Montero    | Seattle Sounders FC    |
| Semana 6  | Chris Wondolowski | San Jose Earthquakes   |
| Semana 7  | Logan Pause       | Chicago Fire           |
| Semana 8  | Danny Mwanga      | Philadelphia Union     |
| Semana 9  | Dominic Oduro     | Houston Dynamo         |
| Semana 10 | Shea Salinas      | Philadelphia Union     |
| Semana 11 | Leonardo González | Seattle Sounders FC    |
| Semana 12 | Kei Kamara        | Kansas City Wizards    |
| Semana 13 | Juan Pablo Ángel  | New York Red Bulls     |
| Semana 14 | Juninho           | Los Angeles Galaxy     |
| Semana 15 | David Ferreira    | FC Dallas              |
| Semana 16 | Roger Levesque    | Seattle Sounders FC    |
| Semana 17 | Ned Grabavoy      | Real Salt Lake         |
| Semana 18 | Sébastien Le Toux | Philadelphia Union     |
| Semana 19 | Freddy Montero    | Seattle Sounders FC    |
| Semana 20 | Javier Morales    | Real Salt Lake         |
| Semana 21 | Rafael Márquez    | New York Red Bulls     |
| Semana 22 | Dane Richards     | New York Red Bulls     |
| Semana 23 | Giovani           | San Jose Earthquakes   |
| Semana 24 | Omar Cummings     | Colorado Rapids        |
| Semana 25 | Blaise Nkufo      | Seattle Sounders FC    |
| Semana 26 | Nat Borchers      | Real Salt Lake         |
| Semana 27 | Steve Zakuani     | Seattle Sounders FC    |
| Semana 28 | Álvaro Fernández  | Seattle Sounders FC    |
| Semana 29 | Steve Zakuani     | Seattle Sounders FC    |
| Semana 30 | James Riley       | Seattle Sounders FC    |

### Reconocimientos individuales
| Premio                  | Ganador           | Equipo               |
| ----------------------- | ----------------- | -------------------- |
| Jugador Más Valioso     | David Ferreira    | FC Dallas            |
| Bota de Oro             | Chris Wondolowski | San Jose Earthquakes |
| Entrenador del año      | Schellas Hyndman  | FC Dallas            |
| Portero del año         | Donovan Ricketts  | Los Angeles Galaxy   |
| Defensa del año         | Jámison Olave     | Real Salt Lake       |
| Novato del año          | Andy Najar        | D.C. United          |
| Contratación del año    | Álvaro Saborío    | Real Salt Lake       |
| Gol del año             | Marco Pappa       | Chicago Fire         |
| Espírirtu de superación | Bobby Convey      | San Jose Earthquakes |
| Fair Play               | Sébastien Le Toux | Philadelphia Union   |
| Humanitario del año     | Seth Stammler     | New York Red Bulls   |
| Árbitro del año         | Kevin Stott       | Kevin Stott          |

### Equipo ideal de la temporada
| Pos. | Futbolista        | Equipo               |
| ---- | ----------------- | -------------------- |
| POR  | Donovan Ricketts  | Los Angeles Galaxy   |
| DEF  | Nat Borchers      | Real Salt Lake       |
| DEF  | Omar González     | Los Angeles Galaxy   |
| DEF  | Jámison Olave     | Real Salt Lake       |
| MED  | Dwayne De Rosario | Toronto FC           |
| MED  | Landon Donovan    | Los Angeles Galaxy   |
| MED  | David Ferreira    | FC Dallas            |
| MED  | Sébastien Le Toux | Philadelphia Union   |
| DEL  | Javier Morales    | Real Salt Lake       |
| DEL  | Edson Buddle      | Los Angeles Galaxy   |
| DEL  | Chris Wondolowski | San Jose Earthquakes |

## Juego de las estrellas
El Juego de las Estrellas 2010 de la MLS se llevó a cabo el 28 de julio de 2010 entre las estrellas de la Major League Soccer y el equipo Manchester United de Inglaterra, en un partido de carácter amistoso que se llevó a cabo  en el Reliant Stadium en Houston, Texas. El partido terminó con un marcador de 5 por 2 a favor del Manchester, los goleadores por parte del equipo inglés fueron Federico Macheda al minuto 1' y al 12', Darron Gibson al 69', Tom Cleverley al 72' y el último gol fue por parte del debutante Javier Hernández que anotó al 83'; y por parte del cuadro de la MLS anotaron Brian Ching al 63' y Dwayne De Rosario al minuto 89'.